# Manuel Alberich Olivé
Manuel Alberich Olivé (Barcelona,1914-2006) fou un sindicalista, polític i resistent antifranquista català.

## Biografia
Fou militant del Bloc Obrer i Camperol des de febrer de 1933. Dirigent del Sindicat Mercantil de Barcelona va participar en la primera vaga general mercantil de Barcelona del novembre de 1933. Fou membre actiu de l'Aliança Obrera i el 6 d'octubre de 1934 va participar en la vaga general i, després de la rendició de la Generalitat, va formar part de la columna militar de l'Aliança Obrera que va marxar cap a l' Arrabassada i arribà a Sant Cugat, on després d'enfrontar-se amb la guàrdia civil es va dissoldre. Militant del POUM, des que es va constituir aquest partit, el gener de 1936 fou candidat a secretari general del CADCI, en una candidatura que presidia Jaume Cardús (ERC), i que fou derrotada.
En esclatar la guerra civil fou designat intendent general de la caserna Lenin de Barcelona, càrrec que ocupà fins als fets de Maig de 1937. Després dels fets de maig de 1937 marxa al Front, destinat a la 153 Brigada mixta de l'exèrcit de l'est, d'una de les quals companyies fou cap d'intendència.
L'any 1939 s'exilià a França, on fou internat en el camp de concentració d'Argelers. El gener de 1941 retornà clandestinament a Catalunya. Es reintegrà al POUM i fou secretari polític del comitè local de Barcelona el 1943 i l'any 1944 passà a formar part del comitè executiu del POUM fins a l'any 1947. El juny de 1945 formà part de la delegació de l'interior, juntament amb Miquel Utgés, que es traslladà a França amb l'objectiu d'entrevistar-se amb Josep Rovira i evitar la ruptura del POUM a l'interior, com ja s'havia produït a l'exili després de la constitució del MSC. Fou detingut el 1946, el 1948 i finalment el maig de 1952, en la caiguda que va representar la desorganització del POUM a l'interior. Després de la mort de Franco, formà part del Secretariat Polític del POUM, que el
novembre de 1976 es va incorporar al Partit Socialista de Catalunya-Congrés, del Consell general del qual fou membre fins que el juny de 1978 es va constituir el Partit dels Socialistes de Catalunya-PSOE. Fou membre del Comitè de Conflictes del nou partit i més tard del seu Consell nacional.